# Josef Dahinden
(Franz) Josef Dahinden (* 7. Juni 1898 in  Rigi Kaltbad, Weggis; † 22. Dezember 1993 in Zürich-Witikon) war ein Schweizer Skilehrer, Schriftsteller und Filmemacher. Er gilt als «Pionier und Rebell» der Geschichte des Skitourismus und -unterrichts in der Schweiz.

## Leben

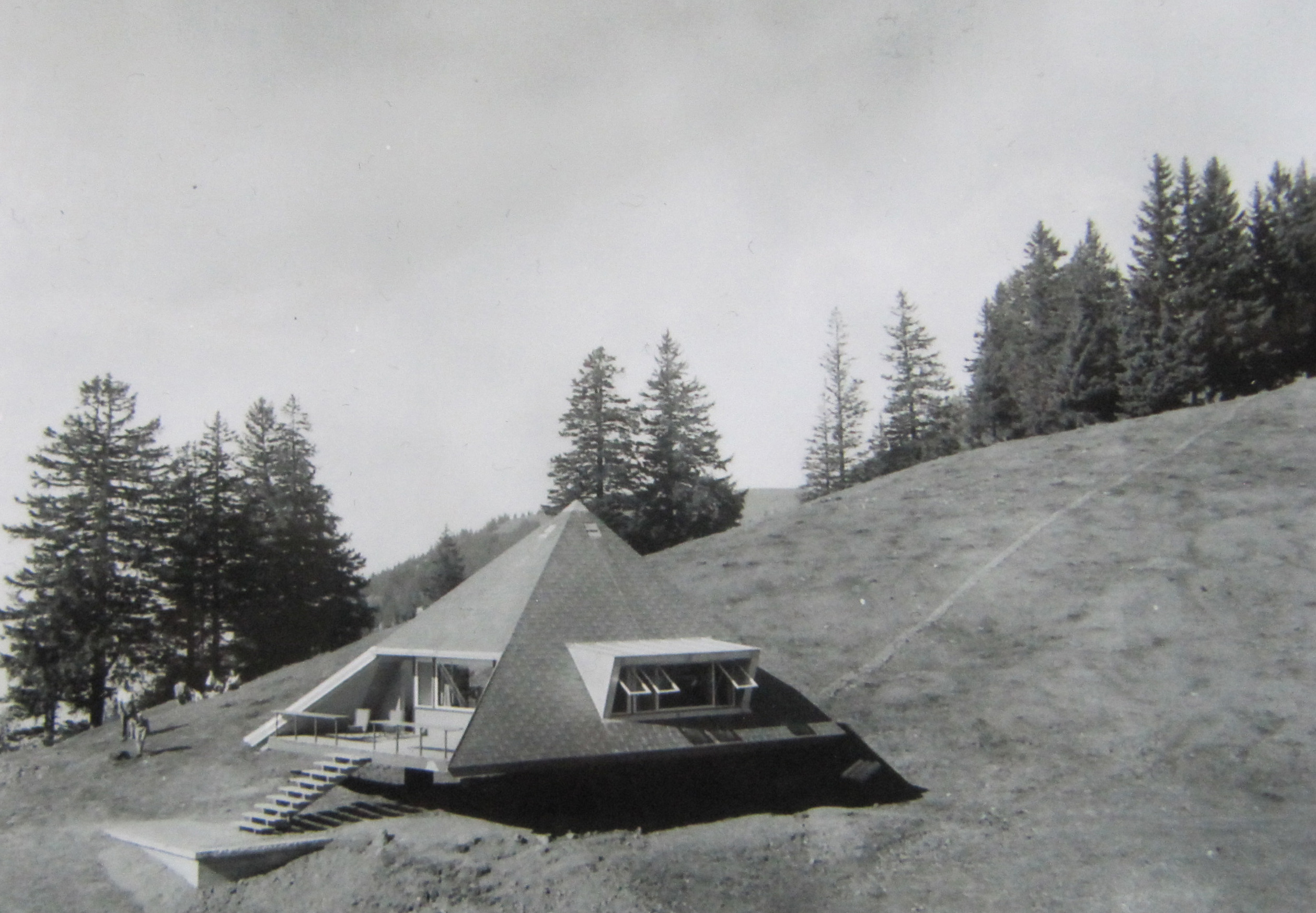
Dahindens Zelthaus auf der Rigi (Architekt Justus Dahinden, 1955)

Das «Hotel Bellevue Rigi Kaltbad» im Jahr 1990

Josef Dahinden stammte aus Ehe des Hoteliers Josef (1863–1931) und Rosa Dahinden-Pfyl, genannt «Schneerose». Diese bot Skikurse beim familieneigenen «Hotel Bellevue» in Rigi Kaltbad an.
Josef Dahinden bildete sich selbst zu einem Skilehrer aus und war Begründer der ersten professionellen Skischulen in Rigi, St. Moritz, Arosa, Flims und Jungfraujoch. Mit seinem rumpfverwindenden Mambo entwickelte er das Arlberger Wedeln weiter, sodass mit dem Mambostil eine schnellere Frequenz als mit dem Beinspiel erreicht werden konnte. Er gilt als Begründer der Technik des rhythmischen Skilaufs (sog. Gegenschraube).
Er schrieb zahlreiche Bücher zu einem modernen Skistil drehte dazu auch Lehr- und Dokumentarfilme im Sinne von Arnold Fanck. Für seine Filmarbeiten erhielt er mehrere Auszeichnungen. Er übernahm zudem Kameraarbeiten, wie 1934 für den deutschen Spielfilm Wilhelm Tell. Das Freiheitsdrama eines Volkes.
Josef Dahinden heiratete 1924 Eugenie geb. Kraus aus Berlin; aus der Ehe stammen die Kinder Verena, Justus, Jörg (als Kind gestorben) und Vinzenz. Sein Sohn, der Architekt Justus Dahinden, entwarf ihm 1955 als ersten Auftrag das Zelthaus auf der Rigi.

## Schriften
- Die Ski-Schule: 182 Filmausschnitte, 40 Lichtbilder, 24 Zeichnungen. Fretz, 1924.
- Die Ski-Schule: ein Wegweiser für alle Freunde des Ski-Sports. Dieck, Stuttgart 1925.[4]
- Mont Blanc vom Brenvagletscher. Frühjahrsskituren im Berner Oberland von Josef Dahinden. 1925.
- The art of ski-ing. Faber & Gwyer, 1928. (englisch)
- Jungfrau-Joch: Schweizer-Ski-Schule. 1930.
- Die Ski-Schwünge und ihre Gymnastik: Ein Abfahrtsbuch. P. Haupt Verlag, Bern 1930.
- Die Fahrschule. Ein Leitfaden der Skitechnik. P. Haupt Verlag, Bern 1932.
- Ski und Du; Josef Dahinden's zünftiges Rucksackbuch. Hillger-Verlag, 1933.
- Ski-Mambo, der einfache und natürliche Skilauf. Eberl Verlag, Immenstadt im Allgäu 1958.
- Josef Armhoch. 1966.
- Zürich. Das Hohelied einer Stadt. Bildgedicht von J. Dahinden. Eberl Verlag, Immenstadt im Allgäu 1986.
- Der Schöpfung Melodie. Eberl Verlag, Immenstadt im Allgäu 1988.
- Idyllen, der Weg zum Glück. Gedichte. Eberl Verlag, Immenstadt im Allgäu 1989.
- Sein oder Nichtsein. Gedichte. Eberl Verlag, Immenstadt im Allgäu 1989.
- Das Hohelied der Liebe. Eberl Verlag, Immenstadt im Allgäu 1989.

## Filme
- Mensch im Schnee. Deutschland 1933. (Kamera)
- Euseri Schwyz. 1939. (Regie)
- Schweizerische Landesausstellung 1939 Zürich. 1940.[5]
- Ur-Schweiz Ur-Freiheit! 1941. (Regie)
- Land der Einheit in der Vielfalt. 1942. (Produzent)
- Ein Volk fährt Ski.[2], 1943
- Olympia St. Moritz 1948. (Produzent)
- Schweizer Ski-Symphonie. 1958